# Farmakognozie
Farmakognozie (řec. „farmakon“ = léčivo, „gnosis“ = poznání) je farmaceutická disciplína, která se zabývá popisem léčiv přírodního původu (nejčastěji rostlinného), jejich získáváním, zpracováním, uchováváním a medicínským využitím. Přírodní suroviny se ve farmakognozii označují jako drogy. Dále popisuje chemické složení drog (fytochemie), tedy obsah účinných látek a biosyntézu. Zabývá se i účinky drog a jejich účinných látek na organismus.

## Přírodní látky
Látky získávané ze surovin přírodního původu se rozdělují na primární a sekundární, podle svého zapojení do metabolismu.

### Primární látky
Jedná se o látky zapojené do základního metabolismu živin a plnící základní stavební funkce:
- sacharidy;
- aminokyseliny a bílkoviny;
- oleje a tuky, mastné kyseliny.

### Sekundární látky
Jedná se o produkty tzv. sekundárního metabolismu. Mají různou funkci, např. obrannou, často může jít i o odpadní produkty metabolismu. Mnohdy není jejich význam pro organismus, který tyto látky tvoří, objasněn. Mezi sekundární metabolity patří např.:
- glykosidy – látky vážící ve své molekule cukr;
- alkaloidy – látky obsahující dusík;
- terpenoidy;
- flavonoidy;
- třísloviny.